# داعش خراسان
داعش خراسان با عنوان رسمی دولت اسلامی – ولایت خراسان (ISIS–K)، یک شاخه منطقه‌ای از گروه تروریستی داعش است که فعال در جنوب آسیای مرکزی و عمدتاً افغانستان می‌باشد. داعش خراسان مانند شاخه‌های برادر خود در مناطق دیگر، به دنبال بی‌ثبات کردن و سرنگونی حکومت‌های موجود در منطقه تاریخی خراسان بزرگ است تا یک خلافت تحت حاکمیت بنیادگرایی اسلامی ایجاد کند.
در شهریور ۱۴۰۰ و پس از حمله ۱۴۰۰ میدان هوایی کابل، داعش خراسان مسئولیت این حملات را برعهده گرفت. در این حملات، ۱۳ نظامی آمریکایی و دست‌کم ۱۶۹ افغان کشته شدند. این حملات همزمان با تخلیه نیروهای آمریکایی از افغانستان انجام گرفت و مرگبارترین حملات علیه نیروهای آمریکایی از سال ۲۰۱۱ بوده‌است.

## شکل‌گیری
اواخر سپتامبر ۲۰۱۴ گروه داعش که در اوج قدرت خود به سر می‌برد، نمایندگانی را به صورت مخفی به کشور پاکستان فرستاد. هدف این کار تشکیل یک گروه سلفی-جهادی مطابق با الگوهای رفتاری داعش بود. نمایندگان پس از چند ماه مذاکره با روسای قبایل محلی و رهبران گروه‌های شورشی پاکستان، به نتیجه نهایی رسیدند و پس از تبلیغات گسترده، این گروه با نام دولت اسلامی عراق و شام-خراسان کار خود را آغاز کرد.
اولین اقدامات رهبران این گروه، پخش کردن صفحات تبلیغاتی، پرچم و جزوه‌های آموزشی با هدف گسترش ایدئولوژی گروه داعش بود. این جزوه‌ها علاوه بر آموزش‌های جدید نظامی، پیکارجویان محلی را به تبعیت از ابوبکر بغدادی تشویق می‌کرد.

## رهبران
داعش خراسان در ابتدای فعالیت خود هیج رهبری را انتخاب نکرده بود و به صورت موقت توسط شورای رهبری به کار خود ادامه می‌داد. با شدت گرفتن وظایف آن توسط حکومت مرکزی مستقر در عراق و شام، انتخاب یک فرد به عنوان رهبر در دستور کار بزرگانش قرار گرفت.
در ژانویه ۲۰۱۵ شش نفر با چهره‌های پوشیده در یک پیام ویدیویی، وفاداری خود را به ابوبکر البغدادی اعلام کرده و برای اولین بار به صورت رسمی اعلام موجودیت کردند.

### حافظ سعید خان
حافظ سعید خان نخستین رهبر این گروه سلفی به‌شمار می‌رود که در همان پیام ویدیویی معروف به عنوان رهبر انتخاب شد. سعید خان که روابط گسترده‌ای با عشایر محلی و گروه‌های سلفی پاکستان داشت توانست تعدادی از پیکارجویان با تجربه و همچنین نظامیان فراری افغانستان را اطراف خود جمع کند. وی در ۲۶ ژوئیه ۲۰۱۶ به همراه تعدادی از نزدیکانش، توسط پهپادی آمریکایی کشته شد.

### عبدالحسین لوگوری
پس از مرگ حافظ سعید خان، عبدالحسین لوگوری به سمت او تکیه زد و به عنوان رهبر گروه دولت اسلامی عراق و شام-خراسان به کار خود ادامه داد. او در زمان مرگ رهبر پیشین این گروه به عنوان مشاور فعالیت می‌کرد و با نفوذی که در شورای رهبری داشت توانست به رهبری گروه برسد. وی در تاریخ ۲۳ آوریل ۲۰۱۷ در حمله‌ای که تکاوران آمریکایی به مقر این گروه تدارک دیده بودند، در ننگرهار افغانستان به همراه چندین نفر از پیکارجویان داعش کشته شد.

### عبدالرحمان غالب
عبدالرحمان غالب پس از مرگ عبدالحسین لوگوری با اختلافات شدیدی به رهبری رسید. چند ماه پس از انتخاب وی به عنوان رهبر گروه داعش خراسان، در ژوئیه ۲۰۱۷ توسط هواپیماهای پهپاد ایالات متحده آمریکا به قتل رسید.
پس از کشته شدن همه رهبران این گروه سلفی، شورای رهبری تا مدتی تصمیم گرفت که نام تمامی تصمیم‌گیران ارشد را مخفی نگاه دارد و تا ماه‌ها اسامی افراد رده بالای این گروه، رسانه‌ای نشد و کسی از وجود آن‌ها اطلاعی نداشت.

### مولوی ضیا الحق
سرانجام با گزارش شورای امنیت سازمان ملل مشخص شد که مولوی ضیاء الحق که به ابو عمر الخراسانی نیز مشهور است، تا زمان مشخص شدن رهبر اصلی این گروه هدایت این گروه تروریستی را بر عهده داشته‌است.

### مولوی عبدالله
سپس مولوی عبدالله معروف به مولوی اسلم فاروقی که پیش از این مسئولیت عملیات در منطقه خیبر پاکستان را عهده‌دار بود جایگزین مولوی ضیاء الحق شد.

## عملیات‌ها
با این‌که شعار داعش خراسان به‌دست گرفتن کنترل قسمتی از هند، افغانستان، پاکستان و قسمتی از ایران است اما اکثر عملیات‌های این گروه در کشور پاکستان و افغانستان بوده‌است.
جدول زیر مهم‌ترین حملات داعش خراسان را نشان می‌دهد:
| کشور      | عملیات |
| --------- | --- |
| افغانستان | ۱۸ آوریل ۲۰۱۵ شخصی با کمربند انفجاری خود را بیرون یک بانک منفجر کرد. در این عملیات ده‌ها نفر کشته و زخمی شدند.                                                             |
| پاکستان   | ۱۳ مه ۲۰۱۵ چند فرد مسلح با حمله به یک اتوبوس غیرنظامی، حدود ۵۰ نفر را به قتل رساندند.                                                                                     |
| افغانستان | ۲۰ ژوئن ۲۰۱۶ یک خودرو بمب‌گذاری شده در سر راه نگهبانان سفارت کانادا در افغانستان منفجر شد. در این عملیات حدود ۱۰ نفر کشته شدند.                                            |
| افغانستان | در ۲۳ ژوئیه ۲۰۱۶ در واکنش به تجمعات مردم هزاره، دو فرد انتحاری در میان جمعیت اقدام به منفجر کردن خود کردند. این عملیات باعث کشته شدن ۵۰ نفر شد.                           |
| پاکستان   | ۸ اوت ۲۰۱۶ چند فرد مسلح با حمله به یک بیمارستان در کویته باعث کشته شدن حدود ۹۴ نفر شدند. در این عملیات از بمب‌گذاری‌های محدود استفاده شده بود و اکثر بیماران به قتل رسیدند. |
| پاکستان   | ۱۴ اکتبر ۲۰۱۶ یک افسر اطلاعاتی توسط این گروه کشته شد. این فرد یکی از نفوذی‌های این کشور به گروه داعش خراسان بود.                                                           |
| افغانستان | ۲۶ اکتبر ۲۰۱۶ حدود ۳۰ غیرنظامی شیعه ربوده و سپس کشته شدند. |
| افغانستان | ۲۶ اکتبر ۲۰۱۶ همزمان با کشتن ۳۰ غیرنظامی عملیات بمب‌گذاری صورت گرفت که در پی آن، ۴ تا ۱۵ نفر از بزرگان قبایل افغانستان کشته شدند.                                          |
| پاکستان   | ۱۶ فوریه در بمب‌گذاری در یکی از از زیارتگاه‌های پاکستان حدود ۲۵۰ نفر کشته شدند.                                                                                             |
| پاکستان   | ۱۶ نوامبر ۲۰۱۶ پس از انفجار بمبی در مقابل یک رستوران در شهر کابی حدود ۱۹ نفر از دانشجویان کشته شدند.                                                                      |
| افغانستان | ۲۸ دسامبر ۲۰۱۷ حدود ۵۵ نفر از دانشجویان شیعه در یک کنفرانس محلی توسط انفجار بمب کشته شدند.                                                                                |
| افغانستان | ۲ نوامبر ۲۰۲۰ پس از بمب‌گذاری در دانشگاه کابل ۲۲ نفر کشته و ۲۲ دو نفر زخمی شدند، تمام کشته‌شدگان غیرنظامی و بیشتر آن‌ها دانشجو هستند.                                        |
| افغانستان | حمله‌های ۱۴۰۰ میدان هوایی کابل |
| ایران     | حمله ۱۴۰۱ حرم شاهچراغ |
| ایران     | حمله ۱۴۰۲ حرم شاهچراغ |
| ایران     | انفجارهای کرمان |
| روسیه     | حمله به تالار کروکوس سیتی |

## نام‌گذاری به عنوان گروه تروریستی
در ۲۹ سپتامبر ۲۰۱۵، ایالات متحده آمریکا، داعش خراسان با نام اختصاری ISIS–K را به فهرست گروه‌های تروریستی این کشور اضافه کرد.